# Polyaspis nicolae
Polyaspis nicolae es una especie de arácnido del orden Mesostigmata de la familia Polyaspididae.

## Distribución geográfica
Se encuentra en Polonia.